# Моисеев, Михаил Алексеевич
Михаи́л Алексе́евич Моисе́ев (22 января 1939, Малый Ивер, Свободненский район Амурская область, Хабаровский край — 18 декабря 2022) — советский и российский военачальник, генерал армии (1989). Начальник Генерального штаба Вооружённых сил СССР — первый заместитель Министра обороны СССР (1988—1991), исполняющий обязанности Министра обороны СССР (22—23 августа 1991). Член ЦК КПСС (1990—1991). 
В 1989 году Моисеев своей директивой образовал войсковую часть № 10003, занимавшуюся изучением паранормальных явлений.

## Биография
Родился 22 января 1939 года в селе Малый Ивер Свободненского района Амурской области в семье рабочего-железнодорожника. Окончил среднюю школу в 1957 году. Трудовую деятельность начал в июле 1957 года вначале матросом, затем котельным машинистом в подразделении вспомогательных судов Тихоокеанского флота.

### Начало военной службы
С ноября 1958 года — на срочной службе в Советской армии, служил курсантом в 97-м отдельном учебном танковом батальоне тяжёлого танкового полка Дальневосточного военного округа, затем — заряжающий танкового экипажа. Из войск направлен на учёбу. Окончил Дальневосточное танковое училище в 1962 году.
По окончании училища командовал танковым взводом и танковой ротой в 53-м гвардейском танковом полку 6-й гвардейской танковой дивизии Группы советских войск в Германии, танковой ротой в Прикарпатском военном округе. Член КПСС с 1962 года.
В 1972 году окончил Военную академию имени М. В. Фрунзе. С 1972 года — заместитель командира танкового полка, с октября 1972 — начальник штаба — заместитель командира танкового полка и командир 263-го гвардейского танкового полка в 120-й гвардейской мотострелковой дивизии Белорусского военного округа. С января 1976 года — заместитель командира и командир 50-й гвардейской мотострелковой дивизии в Белорусском военном округе. С 5 апреля 1978 по 21 июня 1980 года командир 27-й гвардейской мотострелковой Омско-Новобугской Краснознамённой ордена Богдана Хмельницкого дивизии в Группе советских войск в Германии.

### На старших и высших должностях

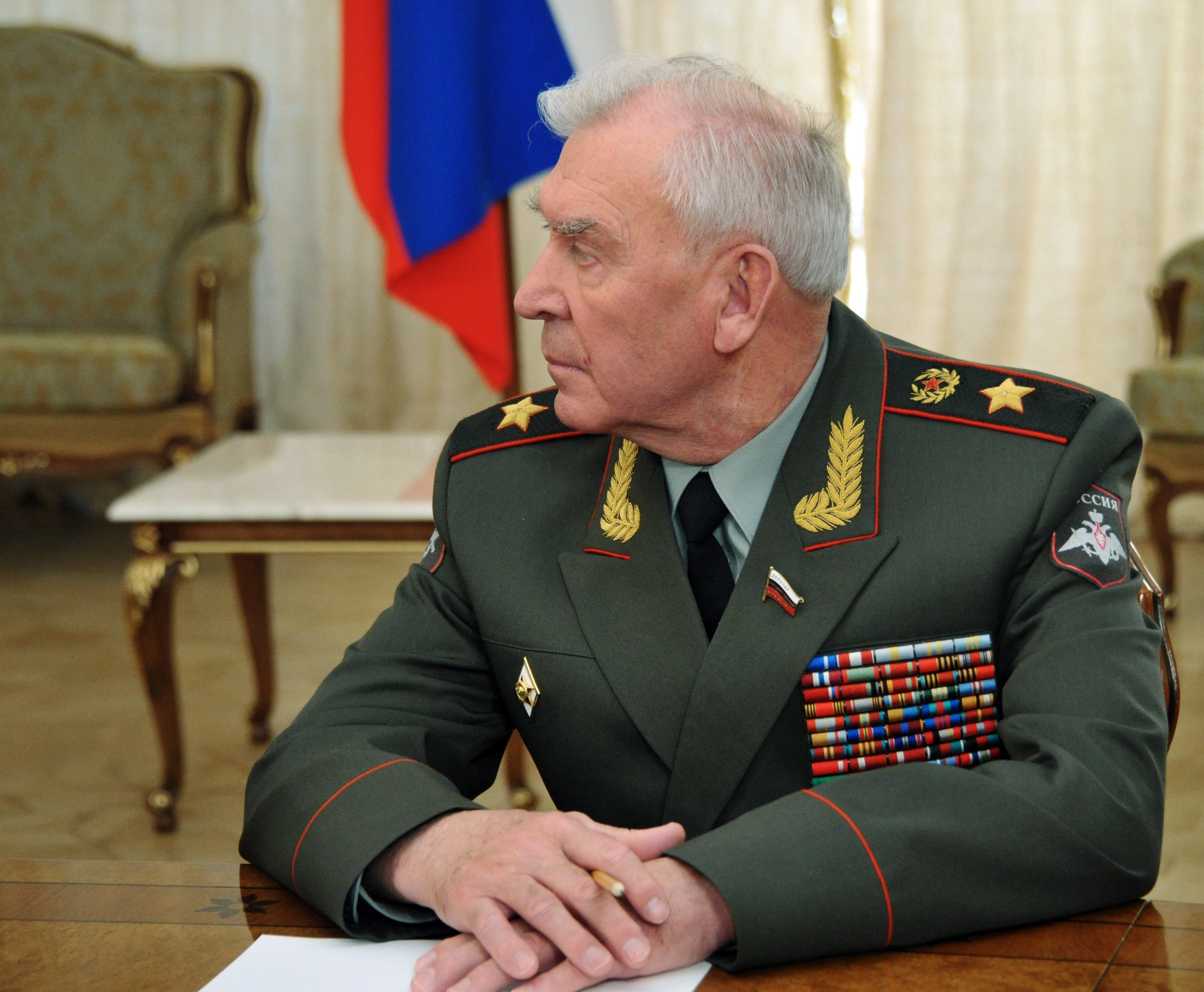
2012 год

В 1982 году окончил Военную академию Генерального штаба ВС СССР имени К. Е. Ворошилова. С 1982 года — первый заместитель командующего, и с апреля 1983 года — командующий 15-й общевойсковой армией в Дальневосточном военном округе. С июля 1985 года — начальник штаба — первый заместитель командующего войсками Дальневосточного военного округа.
С января 1987 года — командующий войсками Дальневосточного военного округа.
С 14 декабря 1988 года — начальник Генерального штаба Вооружённых сил СССР — первый заместитель Министра обороны СССР.
Сменил на этом посту Маршала Советского Союза Ахромеева. Столь стремительное назначение на высшую должность, очевидно, связано с длительной службой М. А. Моисеева под командованием ставшего Министром обороны СССР Д. Т. Язова. Во времена Перестройки имел репутацию консерватора.
Воинское звание генерал армии присвоено указом Президиума Верховного Совета СССР от 15 февраля 1989 года. Стал самым молодым советским генералом армии за период с 1970 года. Был инициатором создания в/ч 10003 для изучения возможностей военного использования паранормальных явлений.
После отставки Э. А. Шеварнадзе весной 1991 года руководил советской делегацией в Вашингтоне по подготовке  договора о сокращении обычных вооружений.
В период существования ГКЧП поддержал министра обороны СССР Д. Т. Язова, после ареста которого 22 августа 1991 года был назначен временно исполняющим обязанности Министра обороны СССР, а 23 августа был освобождён и от обязанностей министра обороны СССР, и от должности начальника Генерального штаба Вооружённых сил СССР. В ноябре 1991 года уволен в отставку.

### В отставке
Жил в Москве. Принимал участие в политической жизни. Активно участвовал в работе ветеранских организаций, с 2005 года являлся председателем Комитета ветеранов Генерального штаба. В ноябре 2008 года избран Председателем Общероссийской общественной организации ветеранов Вооружённых сил. С октября 2012 года — председатель Общероссийской общественной организации ветеранов «Российский союз ветеранов».
С конца 1990-х годов вновь привлекался к решению военных вопросов. С 1996 года был главным специалистом Генерального штаба Вооружённых сил Российской Федерации, с 1999 года и до кончины — ведущий инспектор Генерального штаба Вооружённых сил Российской Федерации, с 2008 года — генеральный инспектор и член Коллегии Министерства обороны Российской Федерации, с декабря 2016 года — генеральный инспектор Генеральной инспекции Министерства обороны России. Одновременно с ноября 1999 года — член Комиссии Правительства Российской Федерации по социальным вопросам военнослужащих, граждан, уволенных с военной службы, и членов их семей. Один из авторов Концепции социальной адаптации военнослужащих и государственной программы «Социальная адаптация военнослужащих, подлежащих увольнению из Вооружённых сил Российской Федерации, других войск, воинских формирований и органов, и членов их семей на 2002—2005 годы» (утверждена постановлением Правительства Российской Федерации от 15 октября 2001 года). В мае 2001 года назначен Генеральным директором Государственного унитарного предприятия «Всероссийский центр переподготовки офицеров, увольняемых в запас».
С мая 2011 года член Федерального координационного совета «Общероссийского народного фронта». В 2011 году подписал Обращение представителей общественности против информационного подрыва доверия к судебной системе Российской Федерации. Депутат Государственной думы (2011—2016), проходил от региональной группы № 30 (Хабаровский край, Еврейская автономная область) «Единой России» по квоте ОНФ в списке под № 2. Заместитель председателя Комитета Госдумы по труду, социальной политике и делам ветеранов.
Доверенное лицо Владимира Путина на выборах Президента в 2018 году. Член Центрального штаба ОНФ.
Скоропостижно скончался 18 декабря 2022 года на 84-м году жизни. Похоронен на Троекуровском кладбище Москвы (уч. 20).

## Деятельность

### Официальная (публичная)
- 1989-91 - народный депутат СССР (где?);
- 1990-91 - член ЦК КПСС.

## Семья
Жена — Галина Иосифовна Моисеева (1939—2014), педагог. Дочь Виктория (род. 1963) — банковский работник. Сын Вячеслав (род. 1969) — помощник депутата Государственной думы, помощник председателя Общероссийской общественной организации ветеранов «Российский союз ветеранов». Трое внуков.

## Воинские звания СССР
- Генерал-майор (16.02.1979)
- Генерал-лейтенант (3.02.1984)
- Генерал-полковник (7.05.1987)
- Генерал армии (15.02.1989)

## Награды и звания

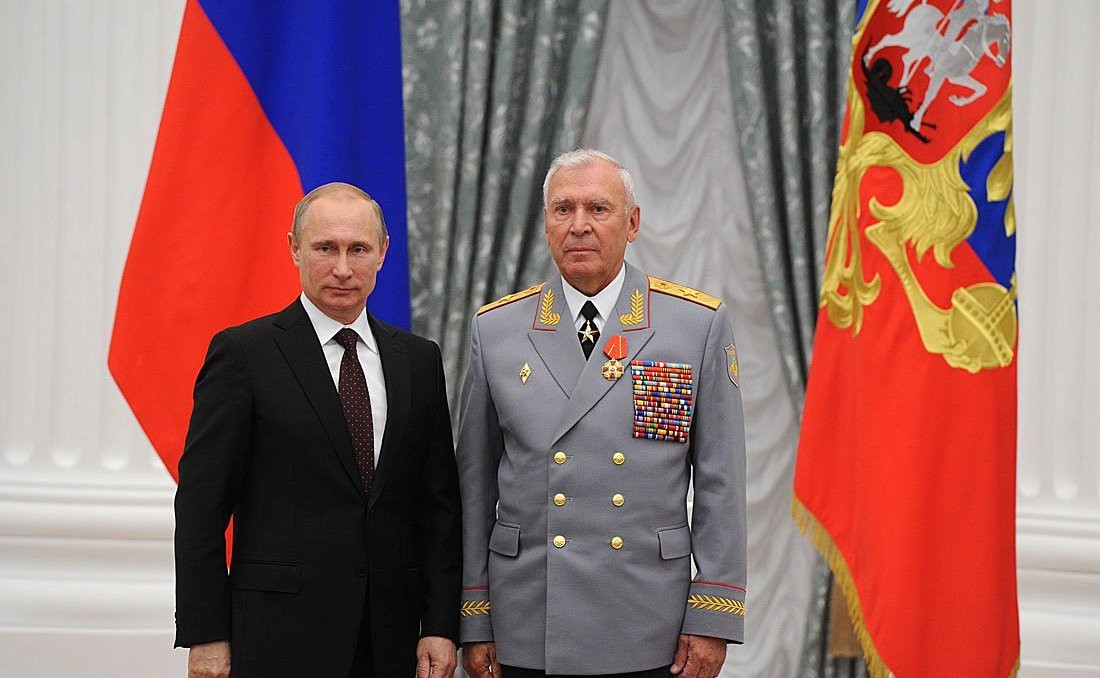
Награждение орденом Александра Невского.
31 июля 2014 года

### Награды СССР
- Орден «За службу Родине в Вооружённых Силах СССР» 3-й степени (1975 год)
- Орден «За службу Родине в Вооружённых Силах СССР» 2-й степени (1985 год)
- Орден Красного Знамени

### Награды Российской Федерации
- Орден Александра Невского (28 мая 2014 года) — за достигнутые трудовые успехи, заслуги в гуманитарной сфере, активную законотворческую и общественную деятельность, многолетнюю добросовестную работу[16]
- Орден «За военные заслуги»[17]
- Орден Почёта
- Медали Советского Союза и Российской Федерации
- Благодарность Правительства Российской Федерации (22 июня 2016 года) — за заслуги в законотворческой деятельности и многолетний добросовестный труд[18].

### Другие награды
- Орден «За службу Родине» I степени (Белоруссия, 18 марта 2009 года) — за заслуги в создании базы современных Вооружённых Сил Республики Беларусь, значительный вклад в укрепление безопасности Союзного государства[19]
- Орден Красного Знамени (Демократическая Республика Афганистан, 26.08.1989)[20]
- Два ордена «Дружба народов» (Демократическая Республика Афганистан, 22.01.1989, 17.01.1991)
- Орден Красного Знамени (Монгольская Народная Республика)
- Орден «Красное Знамя» (Народная Республика Болгария)
- Орден «Хосе Марти» (Куба)
- Орден «Солидарность» (Куба, 2009 год)[21]
- Медаль «30-я годовщина Революционных Вооружённых сил Кубы» (Куба, 24.11.1986)
- Медаль «Братство по оружию» (Польская Народная Республика, 12.10.1988)[22]
- Медаль «40 лет Социалистической Болгарии» (НРБ, 15.01.1985)
- Медаль «За укрепление братства по оружию» (НРБ, 28.04.1990)
- Медаль «За укрепление дружбы по оружию» в золоте (Чехословацкая Социалистическая Республика, 6.04.1989)[23]
- Медаль «10 лет Саурской Революции» (Демократическая Республика Афганистан, 27.04.1988)

### Почётные звания, общественные награды, учёные степени
- доктор военных наук
- Императорский орден Святой Анны I степени (Династический) (указ № 8/АI-2011; 19 декабря 2011 года) — «в воздаяние заслуг перед Отечеством и Российским Императорским домом, в ознаменование десятилетия возрождения в России Императорского Военного Ордена Святителя Николая Чудотворца»[24]